# Беловежа
Беловежа (слч. Beloveža) насељено је мјесто са административним статусом сеоске општине (слч. obec) у округу Бардјејов, у Прешовском крају, Словачка Република.

## Становништво
| Година:    | 1994. | 2004.   | 2014.   | 2024.   |
| ---------- | ----- | ------- | ------- | ------- |
| Број људи: | 827   | 797     | 807     | 789     |
| Разлика:   |       | -3,62 % | +1,25 % | -2,23 % |

| Година:    | 2023. | 2024.   |
| ---------- | ----- | ------- |
| Број људи: | 781   | 789     |
| Разлика:   |       | +1,02 % |

Према подацима о броју становника из 2024. године насеље је имало 789 становника.